# Rèpliques i derivats de la Torre Eiffel

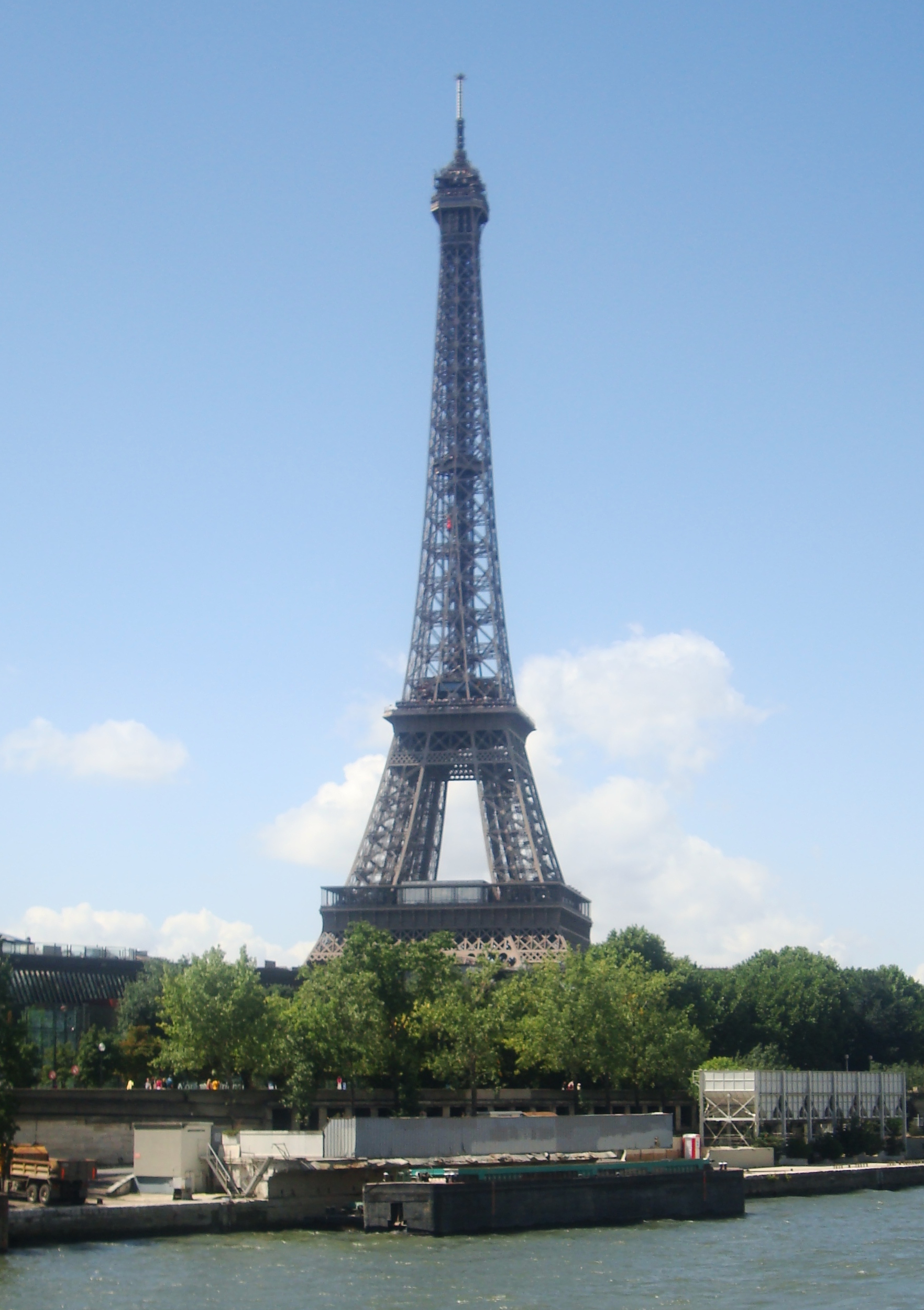
La Torre Eiffel original de París. Aquest article parla de rèpliques i derivats daquest edifici.

Una de les estructures més emblemàtiques i reconeixibles del món, la Torre Eiffel, acabada el 1889, ha estat la inspiració per a la creació de més de 50 torres similars a tot el món. La majoria no són rèpliques exactes, tot i que n'hi ha moltes que s'hi assemblen molt, mentre que d'altres semblen lleugerament diferents. La Torre Eiffel també ha inspirat altres torres que no s'assemblen a rèpliques i, per tant, no figuren aquí, per exemple la Torre de Blackpool.

## Rèpliques d'alçada coneguda
La torre amida 330 metres (1,083 ft) d'altura. Altres torres inspirades en Eiffel s'enumeren a la taula en ordre descendent d'escala i alçada,:
| Nom                                              | País            | Ubicació                                    | Alçada                           | Escala                       | Coordenades                                                         | Notes | Imatge |
| ------------------------------------------------ | --------------- | ------------------------------------------- | -------------------------------- | ---------------------------- | ------------------------------------------------------------------- | --- | ------ |
| Watkin's Tower                                   | Regne Unit      | Wembley, Greater London                     | 358 m (1,175 ft) planned height  | escala 1:1                   | 51° 33′ 20″ N, 0° 16′ 46″ O / 51.55556°N,0.27944°O                  | Mai acabada: la construcció es va començar el 1891, enderrocada el 1907. |        |
| Dragon Tower                                     | Xina            | Harbin, Heilongjiang                        | 336 m (1,102 ft)                 | escala 1:1                   | 45° 44′ 45.55″ N, 126° 40′ 28″ E / 45.7459861°N,126.67444°E         | Torre de comunicacions |        |
| Tokyo Tower                                      | Japó            | Minato, Tòquio                              | 332.5 m (1,091 ft)               | escala 1:1                   | 35° 39′ 31″ N, 139° 44′ 44″ E / 35.65861°N,139.74556°E              | El seu arquitecte també va dissenyar la torre de televisió de Sapporo |        |
| Nagoya TV Tower                                  | Japó            | Nagoya                                      | 180 m (591 ft)                   | escala 1:2                   | 35° 10′ 20″ N, 136° 54′ 30″ E / 35.17222°N,136.90833°E              | Encara que principalment és una torre de comunicacions, també compta amb dos restaurants i una plataforma d'observació a l'aire lliure; acabat el 1954. |        |
| New Brighton Tower                               | Regne Unit      | New Brighton, Merseyside                    | 173 m (568 ft)                   | escala 1:2                   | 53° 26′ 12.37″ N, 3° 02′ 11.03″ O / 53.4367694°N,3.0363972°O        | Acabada el 1900, enderrocada el 1921 |        |
| Las Vegas Eiffel Tower                           | Estats Units    | Las Vegas, Nevada                           | 164.6 m (540 ft)                 | escala 1:2                   | 36° 6′ 45″ N, 115° 10′ 20″ O / 36.11250°N,115.17222°O               | Paris Las Vegas hotel/casino a Las Vegas Strip |        |
| Ismaning Radio Tower                             | Alemanya        | Ismaning, Baviera                           | 163 m (535 ft)                   | escala 1:2                   | 48° 15′ 1″ N, 11° 45′ 0″ E / 48.25028°N,11.75000°E                  | Torre de ràdio de fusta utilitzada per a la transmissió d'ona mitjana. Enderrocat l'any 1983 |        |
| Panamanian Eiffel Tower(xinès)                   | Panamà          | Panama City                                 | 162 m (531 ft) (aproximadament)  | escala 1:2                   | 09° 00′ 35″ N, 79° 29′ 38″ O / 9.00972°N,79.49389°O                 | Construïda el 2019-2021, una de les rèpliques més properes de la torre Eiffel a escala 1:2. Només el consell té una forma lleugerament modificada per evitar problemes internacionals de drets d'autor. Construït amb inversió del govern francès per commemorar la primera participació francesa en la planificació d'un canal a Panamà. |        |
| Funkturm Berlin                                  | Alemanya        | Berlin                                      | 150 m (492 ft)                   | escala 1:2                   | 52° 30′ 18.2″ N, 13° 16′ 41.45″ E / 52.505056°N,13.2781806°E        | Torre de radiodifusió construïda els anys 1924 i 1926, ja no funciona com a tal; fita cívica amb restaurant i mirador |        |
| The Parisian                                     | Macau           | Cotai Strip, Macau                          | 150 m (492 ft)                   | escala 1:2                   | 22° 08′ 37″ N, 113° 33′ 46″ E / 22.14364°N,113.56283°E              | Completed and opened on 13 setembre 2016 |        |
| Eiffel Tower                                     | Xina            | Shenzhen                                    | 108 m (354 ft)                   | escala 1:3                   | 22° 32′ 13.33″ N, 113° 58′ 9.51″ E / 22.5370361°N,113.9693083°E     | Dominant structure at Window of the World, a collection of nearly 130 reproductions of famous tourist attractions, opened 1993 |        |
| Eiffel Tower of Tianducheng Community            | Xina            | Hangzhou                                    | 108 m (354 ft)                   | escala 1:3                   | 30° 23′ 6.72″ N, 120° 14′ 36.60″ E / 30.3852000°N,120.2435000°E     | Central feature of Tianducheng, a Paris-themed housing development, home to some 50,000 people |        |
| Eiffel Tower                                     | Estats Units    | Mason, Ohio                                 | 101 m (331 ft) (aproximadament)  | escala 1:3                   | 39° 20′ 36″ N, 84° 16′ 1″ O / 39.34333°N,84.26694°O                 | Kings Island amusement park |        |
| Eiffel Tower                                     | Estats Units    | Doswell, Virgínia                           | 101 m (331 ft) (aproximadament)  | escala 1:3                   | 37° 50′ 23″ N, 77° 26′ 43″ O / 37.83972°N,77.44528°O                | Kings Dominion amusement park |        |
| Torre metàl·lica de Fourvière                    | França          | Lió                                         | 101 m (331 ft)                   | escala 1:4                   | 45° 45′ 49.57″ N, 4° 49′ 20.16″ E / 45.7637694°N,4.8222667°E        | Construïda entre 1892 i 1894 com a torre d'observació; actualment només s'utilitza per a comunicacions. |        |
| Rèplica de la Torre Eiffel a Bahria Town Lahore  | Paquistan       | Bahria Town Lahore. Lahore                  | 80 m (262 ft)                    | escala 1:4                   | 31° 21′ 20.83″ N, 74° 11′ 5.27″ E / 31.3557861°N,74.1847972°E       | Constructed in 2014 as a focal point for a housing estate |        |
| Rèplica de la Torre Eiffel a Bahria Town Karachi | Paquistan       | Bahria Town Karachi, Karachi                | 80 m (262 ft)                    | escala 1:4                   | 25° 8′ 11.52″ N, 67° 21′ 0.77″ E / 25.1365333°N,67.3502139°E        | Construction started in 2019 and opened for public visits on 31 desembre 2020. |        |
| Torre del Reformador                             | Guatemala       | Guatemala City                              | 75 m (246 ft)                    | escala 1:5                   | 14° 36′ 46.9″ N, 90° 31′ 0.49″ O / 14.613028°N,90.5168028°O         | Erected in 1935 |        |
| Tsūtenkaku ("Tower Reaching Heaven")             | Japó            | Osaka                                       | 64 m (210 ft)                    | escala 1:6                   | 34° 39′ 08″ N, 135° 30′ 22″ E / 34.65222°N,135.50611°E              | At Luna Park, Osaka; destroyed by fire 1945, replaced with a different design |        |
| Petřín Lookout Tower                             | República Txeca | Praga                                       | 63.5 m (208 ft)                  | escala 1:6                   | 50° 05′ 0.76″ N, 14° 23′ 42.18″ E / 50.0835444°N,14.3950500°E       | Built in 1891 as an observation tower with octagonal plan; now also used for communications. |        |
| Torre Eiffel                                     | Mèxic           | Gómez Palacio, Estat de Durango             | 58 m (190 ft) (aproximadament)   | escala 1:6                   | 25° 32′ 59.50″ N, 103° 28′ 44.68″ O / 25.5498611°N,103.4790778°O    | Donated by the French-speaking community of Gómez Palacio in 2007 |        |
| Eiffel Tower                                     | Romania         | Slobozia                                    | 54 m (177 ft)                    | escala 1:6                   | 44° 33′ 27″ N, 27° 19′ 59″ E / 44.55750°N,27.33306°E                | Erected as part of a private tourist complex |        |
| Eiffel Tower                                     | Rússia          | Parizh, Chelyabinsk Oblast                  | 50 m (164 ft)                    | escala 1:6                   | 53° 17′ 51.02″ N, 60° 5′ 59.46″ E / 53.2975056°N,60.0998500°E       | Built by South Ural Cell Telephone company as a cellphone tower |        |
| AWA Tower                                        | Austràlia       | Sydney, New South Wales                     | 46 m (151 ft)                    | escala 1:6                   | 33° 52′ 1″ S, 151° 12′ 20″ E / 33.86694°S,151.20556°E               | Communications tower sits atop 12-story building, completed in 1939 |        |
| Bordeaux Tower                                   | Estats Units    | Fayetteville, North Carolina                | 45 m (148 ft) (aproximadament)   | escala 1:6                   | 35° 1′ 48″ N, 78° 55′ 50″ O / 35.03000°N,78.93056°O                 | Built as part of a shopping center |        |
| Copenhagen Zoo Tower                             | Dinamarca       | Copenhagen                                  | 43.5 m (143 ft)                  | escala 1:6                   | 55° 40′ 19.16″ N, 12° 31′ 24.70″ E / 55.6719889°N,12.5235278°E      | Built in 1905, it is one of the world's tallest observation towers built of wood |        |
| Tour d'Eiffel de Fes                             | Marroc          | Fes                                         | 39 m (128 ft)                    | escala1:9                    |                                                                     | Built in 2012 to honor the bond between the cities of Fes and Paris, but reported to have been removed in 2016 |        |
| Bamboo Eiffel Tower                              | Indonèsia       | Tasikmalaya Regency                         | 36 m (118 ft) (aproximadament)   | escala 1:9 (aproximadament)  |                                                                     | Bamboo structure, in honor of the coronation of Queen Wilhelmina; designed by A. H. van Bebber |        |
| Eiffel Tower                                     | Ucraina         | Kharkiv                                     | 35 m (115 ft)                    | escala 1:9 (aproximadament)  | 49° 59′ 23.91″ N, 36° 17′ 21.91″ E / 49.9899750°N,36.2894194°E      | Associated with a French-themed shopping mall. |        |
| Eyffela                                          | França          | Chambretaud, Chanverrie                     | 33 m (108 ft)                    | escala 1:10                  | 46° 55′ 20″ N, 0° 57′ 45″ O / 46.92222°N,0.96250°O                  | Built to put Chambretaud on the map and to attract tourists from nearby Puy du Fou. Material: iron; weight: 32 tons. |        |
| Golden Sands Eiffel Tower                        | Bulgària        | Varna                                       | 32.4 m (106 ft)                  | escala 1:10 (aproximadament) | 43° 17′ 3.91″ N, 28° 2′ 39.08″ E / 43.2844194°N,28.0441889°E        | Built in the resort town as a tourist attraction |        |
| Malayer Eiffel Tower                             | Iran            | Malayer, Hamadan                            | 32 m (105 ft) (aproximadament)   | escala 1:10                  | 34° 18′ 58″ N, 48° 48′ 59″ E / 34.31611°N,48.81639°E                | Malayer mini world with 138 historical monuments (under construction) |        |
| Paris Center Eiffel Tower                        | Israel          | Netivot                                     | 32 m (105 ft)                    | escala 1:10                  | 31° 25′ 3.05″ N, 34° 35′ 41.6″ E / 31.4175139°N,34.594889°E         | Situated at Paris (Shriki) Center in the southern city of Netivot. |        |
| Eiffel Tower                                     | Espanya         | Parque Europa, Torrejón de Ardoz, Madrid    | 30.4 m (100 ft)                  | escala 1:10 (aproximadament) | 40° 26′ 22.8″ N, 3° 27′ 35.2″ O / 40.439667°N,3.459778°O            | Completed in 2010; part of an $18m replica theme park. |        |
| Kish Eiffel Tower                                | Iran            | Kish Island                                 | 30 m (98 ft)                     | escala 1:10                  | 26° 32′ 13″ N, 54° 01′ 14″ E / 26.53694°N,54.02056°E                | Completed in setembre 2018 in Pardis 1 Shopping Center. |        |
| Eiffel Tower                                     | Belarús         | Paryž, Vitebsk Oblast                       | 30 m (98 ft) (aproximadament)    | escala 1:10 (aproximadament) | 55° 09′ 22″ N, 27° 23′ 08″ E / 55.156038°N,27.385659°E              | Has a cross at its top. Designed by ksyondz (Catholic minister) Yuosaz Bulka. Has a sculpture of Mary Magdalene and 2 sculptures of angels nearby. |        |
| Eiffel Tower                                     | Uzbekistan      | Samarkand                                   | 30 m (98 ft) (aproximadament)    | escala 1:10                  | 39° 39′ 39″ N, 66° 54′ 28″ E / 39.6608913°N,66.9077280°E            | Sogdian Park. |        |
| Filiatra Eiffel Tower                            | Grècia          | Filiatra, Messinia                          | 26 m (85 ft)                     | escala 1:18                  | 37° 09′ 44″ N, 21° 34′ 59″ E / 37.1621591°N,21.5829313°E            | At the entrance of the village, donated in 1960 by Charalambos Fournarakis |        |
| Eiffel Tower                                     | Estats Units    | Epcot theme park, Lake Buena Vista, Florida | 23 m (75 ft)                     | 1:14 (1:10)                  | 28° 22′ 6.86″ N, 81° 33′ 11.89″ O / 28.3685722°N,81.5533028°O       | Part of the France Pavilion at Epcot, Walt Disney World; opened in 1982 |        |
| Monte Amiata Summit Cross                        | Itàlia          | Amiata                                      | 22 m (72 ft)                     | escala 1:15                  | 42° 53′ 16.59″ N, 11° 37′ 30.08″ E / 42.8879417°N,11.6250222°E      | Summit cross |        |
| Paris, Texas Eiffel Tower                        | Estats Units    | Paris, Texas                                | 20 m (66 ft)                     | escala 1:16                  | 33° 38′ 23.52″ N, 95° 31′ 25.92″ O / 33.6398667°N,95.5238667°O      | Tower constructed in 1993; the hat was added in 1998 |        |
| Eiffel Tower (Paris, Tennessee)                  | Estats Units    | Paris (Tennessee)                           | 18.25 m (60 ft) (aproximadament) | escala 1:20                  | 36° 17′ 12.94″ N, 88° 18′ 5.41″ O / 36.2869278°N,88.3015028°O       | Dedicated on 29 gener 1993 |        |
| Kyiv's Eiffel Tower                              | Ucraina         | Kíev                                        | 16 m (52 ft)                     | escala 1:20                  | 50° 25′ 04″ N, 30° 31′ 45″ E / 50.417645°N,30.529050°E              | Built as a part of residential complex "French quartal" in 2015 |        |
| Krasnoyarsk Eiffel Tower                         | Rússia          | Krasnoiarsk                                 | 14.8 m (49 ft)                   | escala 1:22                  | 56° 02′ 17″ N, 92° 54′ 43″ E / 56.038056°N,92.911944°E              | |        |
| Milwaukee School of Engineering Eiffel Tower     | Estats Units    | Milwaukee, Wisconsin                        | 13 m (43 ft)                     | escala 1:25                  |                                                                     | Temporary model designed and erected by Milwaukee School of Engineering students for the annual Bastille Days festival in Cathedral Square Park for four days every July |        |
| Europa Eiffel Tower                              | Bèlgica         | Brussel·les                                 | 12.96 m (42.5 ft)                | escala 1:25                  | 50° 53′ 39.44″ N, 4° 20′ 21.16″ E / 50.8942889°N,4.3392111°E        | Mini-Europe |        |
| Kabardinka Eiffel Tower                          | Rússia          | Kabardinka                                  | 12 m (39 ft)                     | escala 1:25                  | 44° 38′ 59″ N, 37° 55′ 54″ E / 44.6497327°N,37.9316336°E            | Built in 2014 in the resort town as a tourist attraction |        |
| Kota Eiffel Tower                                | Índia           | Kota, Rajasthan                             | 12 m (39 ft)                     | escala 1:25                  | 25° 10′ 50″ N, 75° 50′ 47″ E / 25.180476°N,75.846518°E              | Feature of Seven Wonders Park, Kota |        |
| Eiffel Tower                                     | Japó            | Tochigi Prefecture                          | 12 m (39 ft)                     | escala 1:25                  | 36° 48′ 24″ N, 139° 42′ 44″ E / 36.806637°N,139.712172°E            | At Tobu World Square. The park also has a replica of the Tokyo Tower. |        |
| Brisbane Eiffel Tower                            | Austràlia       | Brisbane, Queensland                        | 12 m (39 ft) (aproximadament)    | escala 1:25                  | 27° 28′ 14″ S, 153° 00′ 17″ E / 27.470686°S,153.004690°E            | Landmark among the sidewalk tables of La Dolce Vita café on Park Rd, Milton which offers Italian cuisine. |        |
| Minimundus                                       | Àustria         | Klagenfurt                                  | 12 m (39 ft)                     | escala 1:25                  | 46° 37′ 11″ N, 14° 15′ 52″ E / 46.61972°N,14.26444°E                | Part of a miniature park |        |
| Phú sinh cát tường Eiffel Tower                  | Vietnam         | Long An Province                            | 11 m (36 ft)                     | escala 1:30                  | 10° 54′ 01″ N, 106° 27′ 43″ E / 10.900408°N,106.461936°E            | Part of a miniature park, 7 Wonders of the World |        |
| Meccano model                                    | Estats Units    | Atlanta, Georgia                            | 11 m (36 ft)                     | escala 1:30                  |                                                                     | SciTrek technology museum. No longer exists; museum closed in 2004. |        |
| Bauru Eiffel Tower                               | Brasil          | Bauru                                       | 10 m (33 ft) (aproximadament)    | escala 1:30                  | 22° 19′ 31″ S, 49° 05′ 33″ O / 22.32515°S,49.0923627°O              | Built in 1978 to commemorate the 25th anniversary of the foundation of the Bauru School of Law at the Instituição Toledo d'Ensino. |        |
| Montmartre Eiffel Tower                          | Canadà          | Montmartre, Saskatchewan                    | 8.5 m (28 ft)                    | escala 1:38                  | 50° 13′ 16″ N, 103° 26′ 55″ O / 50.221147°N,103.448703°O            | Erected in 2009. Settled by French immigrants, the community calls itself "Paris of the Prairies". |        |
| Valday Eiffel Tower                              | Rússia          | Valday, Novgorod Oblast                     | 8 m (26 ft)                      | escala 1:40                  | 57° 58′ 33″ N, 33° 16′ 04″ E / 57.975785°N,33.267781°E              | Built in 2018 |        |
| Dreyfus Eiffel Tower                             | Estats Units    | Austin, Texas                               | 7.5 m (25 ft)                    | escala 1:45                  | 30° 17′ 02″ N, 97° 45′ 06″ O / 30.283898°N,97.751773°O              | At the Dreyfus Antique Shop |        |
| Paris, Michigan Eiffel Tower                     | Estats Units    | Paris, Michigan                             | 7 m (23 ft) (aproximadament)     | escala 1:50                  | 43° 47′ 18″ N, 85° 30′ 02″ O / 43.788287°N,85.500514°O              | Situated in a park |        |
| Santos Dumont Eiffel Tower Replica               | Brasil          | Santos Dumont, Minas Gerais                 | 7 m (23 ft)                      | escala 1:50                  | 21° 27′ 21″ S, 43° 33′ 07″ O / 21.455859°S,43.552000°O              | Built in 2001 to celebrate the centennial anniversary of the flight of Alberto Santos-Dumont around the Eiffel Tower. Santos Dumont is now the name of his birthplace in Brazil. It was formerly known as Palmira. |        |
| Eiffel Tower                                     | Rússia          | Zvenigovo                                   | 3.5 m (11 ft)                    | escala 1:100                 | 55° 58′ 19.056″ N, 48° 0′ 52.5888″ E / 55.97196000°N,48.014608000°E | Erected in the center of the town's main street. |        |
| Uman Eiffel Tower                                | Ucraina         | Uman                                        | 3.25 m (10.7 ft)                 | escala 1:100                 | 48° 45′ 0″ N, 30° 13′ 10″ E / 48.75000°N,30.21944°E                 | Situated in a central park |        |
| Eiffel Tower of Nikitin's Gymnasium              | Rússia          | Voronezh                                    | 3.24 m (10.6 ft)                 | escala 1:100                 | 51° 41′ 28″ N, 39° 11′ 02″ E / 51.6912261°N,39.1837692°E            | Situated in the park of Nikitin's Gymnasium |        |
| Eiffel Tower                                     | Azerbaidjan     | Bakú                                        | 3 m (10 ft) (aproximadament)     | escala 1:110                 | 40° 22′ 19″ N, 49° 50′ 40″ E / 40.371932°N,49.844419°E              | Sahil Shopping Center, at Parfums de France shop. |        |